# Alfred von Kaphengst
Alfred Wilhelm Ferdinand von Kaphengst (23 tháng 1 năm 1828 tại Potsdam – 25 tháng 12 năm 1887 tại Freiburg im Breisgau) là một sĩ quan quân đội Phổ, đã được phong đến cấp Thiếu tướng. Ông từng tham chiến trong cuộc Chiến tranh Áo-Phổ (1866) và cuộc Chiến tranh Pháp-Đức (1870 – 1871).

## Tiểu sử
Alfred sinh tháng 1 năm 1828, là con trai của Thiếu tướng Ferdinand Eugen von Kaphengst (1795 – 1854).
Kaphengst học Trung học Chính quy (Gymnasien) tại Potsdam và Berlin. Sau đó, ông học Luật ở Đại học Bonn, tại đây ông gia nhập Liên đoàn Sinh viên Palatia vào năm 1849. Đến ngày 9 tháng 4 năm 1850, ông nhập ngũ trong Trung đoàn Long kỵ binh Cận vệ ở kinh đô Berlin với vai trò là lính long kỵ binh, và trong đơn vị này ông được phong quân hàm Thiếu úy vào ngày 15 tháng 7 năm 1851. Sau đó, ông nhập học Trường Kỵ binh (Militär-Reitschule) vào ngày 1 tháng 10 năm 1854 và học tại đây trong vòng một năm. Tiếp theo đó, vào ngày 25 tháng 10 năm 1856, ông được bổ nhiệm làm sĩ quan phụ tá trung đoàn. Vào ngày 10 tháng 7 năm 1858, ông được thăng hàm Trung úy.
Sau đó, ông được lên quân hàm Trưởng quan kỵ binh (Rittmeister), và vào năm 1864 ông được ủy nhiệm trong Sư đoàn Kỵ binh Cận vệ với vai trò là một sĩ quan phụ tá của Trung đoàn Long kỵ binh Cận vệ số 2. Trong Chiến tranh Bảy tuần năm 1866, Kaphengst đã tham chiến trong trận Königgrätz vào ngày 3 tháng 7, và được tặng thưởng Huân chương Đại bàng Đỏ hạng IV kèm theo Thanh kiếm vì những thành tích của mình trong cuộc chiến tranh nhanh gọn này. Sau đó, ngày 30 tháng 10 năm 1866, ông được cử làm Đội trưởng một đội kỵ binh (Eskadron) trong Trung đoàn Long kỵ binh số 16 (số 2 Hannover), đóng quân tại Northeim. Năm 1868, với cấp bậc Thiếu tá, ông được ủy nhiệm vào một chức sĩ quan tham mưu trong Trung đoàn Khinh kỵ binh số 10 Magdeburg. Sang năm sau (1869), ông được đổi vào Trung đoàn Thương kỵ binh Cận vệ số 2, và đã cùng đơn vị của mình tham chiến tại Pháp sau khi cuộc Chiến tranh Pháp-Đức bùng nổ vào năm 1870. Trong cuộc chiến, ông đã tham gia các trận đánh quyết liệt tại Gravelotte, Beaumont, Sedan vào cuối năm 1870, cũng như các trận chiến Bapaume và Saint-Quentin đầu năm 1871. Ngoài ra, ông cũng tham gia cuộc vây hãm Paris và trận đột chiếm Le Bourget vào ngày 30 tháng 10 năm 1870, đập tan một cuộc phá vây của quân Pháp vào ngày 30 tháng 10 năm 1870. Được phong tặng Huân chương Thập tự Sắt hạng II, Kaphengst được lãnh quyền chỉ huy (Führung) Trung đoàn Long kỵ binh số 5 "Nam tước von Manteuffel" (Rhein) vào ngày 8 tháng 8 năm 1871, rồi được thăng Trung đoàn trưởng vào ngày 12 tháng 12 năm 1871. Trên cương vi này, ông được phong cấp hàm Thượng tá vào ngày 12 tháng 1 năm 1872 rồi lên cấp Đại tá vào ngày 13 tháng 9 năm 1874. Sau đó, vị Đại tá được thuyên chuyển sang Karlsruhe, nơi ông được bổ nhiệm làm Trung đoàn trưởng Trung đoàn Long kỵ binh số 22 "Vương tử Karl" (số 3 Baden).
Vào ngày 16 tháng 10 năm 1879, Kaphengst được xuất ngũ (zur Disposition) vì vấn đề sức khỏe, do một cơn bệnh thần kinh. Đồng thời, ông được trao tặng Huân chương Vương miện hạng II, đồng thời được phép mặc quân phục Trung đoàn Long kỵ binh số 22 "Vương tử Karl" (số 3 Baden). Ngày 12 tháng 2 năm 1881, ông được phong quân hàm Danh dự (Charakter) Thiếu tướng. Tháng 12 năm 1887, ông từ trần.